# Clyde Lovellette
Clyde Edward Lovellette (Petersburg, Indiana, 7 de septiembre de 1929-North Manchester, Indiana, 9 de marzo de 2016) fue un baloncestista estadounidense que jugó durante 10 temporadas en la NBA. Fue el primer jugador de la historia en formar parte de equipos ganadores de la NCAA, NBA y Juegos Olímpicos.

## Trayectoria deportiva

### Universidad
Jugó durante 4 temporadas con los Jayhawks de la Universidad de Kansas. En su última temporada fue el máximo anotador de la NCAA, con 28,4 puntos por partido, llevando a su equipo al título de campeón. Es el único jugador de la historia en ser el máximo anotador de la competición ganando el título ese mismo año. Fue nombrado Mejor Jugador del Torneo de la NCAA. En toda su carrera universitaria promedió 24,5 puntos y 10,2 rebotes por partido.
Al finalizar la temporada fue incluido en la selección de baloncesto de Estados Unidos que participaría en los Juegos Olímpicos de Helsinki, ganando la medalla de oro.

### Profesional
Fue elegido en la primera ronda del Draft de la NBA de 1952 por Minneapolis Lakers, en la novena posición, donde jugó durante 4 temporadas, ganándose el puesto de titular en la temporada 1953-54, en la que ganó su primer anillo de campeón. Fue traspasado a Cincinnati Royals, donde solo jugó una temporada, recalando posteriormente en St. Louis Hawks, donde permaneció durante otras 4 temporadas a un excelente nivel. Ya con 33 años fichó por los Boston Celtics, donde tuvo un papel secundario dando minutos de respiro a los pívots titulares, y donde ganó el campeonato en las dos temporadas que permaneció antes de retirarse en 1964.
Es el único jugador, junto a Rajon Rondo, que ha sido coronado campeón tanto con los Lakers (en Minneapolis por aquella época) como con los Boston Celtics, los dos equipos más laureados de la NBA y que mantienen la rivalidad más grande de la competición.
Fue uno de los primeros jugadores que emplearon el tiro a una mano, ampliando su repertorio ofensivo, y que le permitía jugar tanto de alero como en las posiciones más cercanas al aro. Fue elegido para disputar el All-Star Game en 3 ocasiones, en 1956, 1960 y 1961.
En sus diez temporadas como profesional promedió 17,0 puntos y 9,5 rebotes por partido.

## Estadísticas de su carrera en la NBA
|  | Denota temporadas en las que ganó un Campeonato de la NBA |

### Temporada regular
| Año      | Equipo      | PJ  | MPP  | %TC  | %TL  | RPP  | APP | PPP  |
| -------- | ----------- | --- | ---- | ---- | ---- | ---- | --- | ---- |
| 1953–54  | Minneapolis | 72  | 17.4 | .423 | .695 | 5.8  | 0.7 | 8.2  |
| 1954–55  | Minneapolis | 70  | 33.7 | .435 | .686 | 11.5 | 1.4 | 18.7 |
| 1955–56  | Minneapolis | 71  | 35.5 | .434 | .721 | 14.0 | 2.3 | 21.5 |
| 1956–57  | Minneapolis | 69  | 36.1 | .426 | .717 | 13.5 | 2.0 | 20.8 |
| 1957–58  | Cincinnati  | 71  | 36.5 | .441 | .743 | 12.1 | 1.9 | 23.4 |
| 1958–59  | St. Louis   | 70  | 22.8 | .454 | .820 | 8.6  | 1.3 | 14.4 |
| 1959–60  | St. Louis   | 68  | 28.7 | .468 | .821 | 10.6 | 1.9 | 20.8 |
| 1960–61  | St. Louis   | 67  | 31.5 | .453 | .830 | 10.1 | 2.6 | 22.0 |
| 1961–62  | St. Louis   | 40  | 29.8 | .471 | .829 | 8.8  | 1.7 | 20.9 |
| 1962–63  | Boston      | 61  | 9.3  | .428 | .745 | 2.9  | 0.4 | 6.5  |
| 1963–64  | Boston      | 45  | 9.7  | .420 | .789 | 2.8  | 0.5 | 6.7  |
| Total    | Total       | 704 | 27.1 | .443 | .757 | 9.5  | 1.6 | 17.0 |
| All-Star | All-Star    | 3   | 23.7 | .475 | .500 | 9.3  | 1.3 | 13.3 |

### Playoffs
| Año   | Equipo      | PJ | MPP  | %TC  | %TL   | RPP  | APP | PPP  |
| ----- | ----------- | -- | ---- | ---- | ----- | ---- | --- | ---- |
| 1954  | Minneapolis | 13 | 20.4 | .450 | .483  | 9.7  | 0.5 | 10.5 |
| 1955  | Minneapolis | 7  | 28.1 | .449 | .725  | 9.1  | 0.4 | 16.7 |
| 1956  | Minneapolis | 3  | 23.0 | .487 | .594  | 8.3  | 2.0 | 19.0 |
| 1957  | Minneapolis | 5  | 36.2 | .432 | .731  | 9.4  | 2.2 | 24.2 |
| 1958  | Cincinnati  | 2  | 36.0 | .387 | .643  | 10.5 | 0.5 | 16.5 |
| 1959  | St. Louis   | 6  | 26.8 | .500 | .786  | 9.8  | 1.3 | 15.3 |
| 1960  | St. Louis   | 14 | 30.4 | .393 | .824  | 10.8 | 2.8 | 17.6 |
| 1961  | St. Louis   | 8  | 23.9 | .404 | .660  | 6.5  | 1.4 | 15.4 |
| 1963  | Boston      | 6  | 6.7  | .269 | .667  | 0.8  | 0.2 | 3.0  |
| 1964  | Boston      | 5  | 8.0  | .235 | 1.000 | 1.4  | 0.4 | 4.0  |
| Total | Total       | 69 | 23.8 | .416 | .684  | 8.1  | 1.3 | 14.0 |